# Cartesischer Taucher

Schematische Darstellung des Tauchens

Ein cartesischer Taucher (auch: kartesischer Taucher, kartesianischer Tanzteufel, Flaschenteufel, Wasserteufel oder Drehteufel) ist ein mit Flüssigkeit und Luft gefüllter Hohlkörper, der als Spielzeug oder als Messgerät für den Druck in Flüssigkeiten dienen kann. Der Name ist abgeleitet von René Descartes, latinisiert Cartesius. Er wurde angeblich um 1640 von René Descartes entwickelt, tatsächlich aber von Raffaello Magiotti erfunden und 1648 erstmals beschrieben.

## Funktion

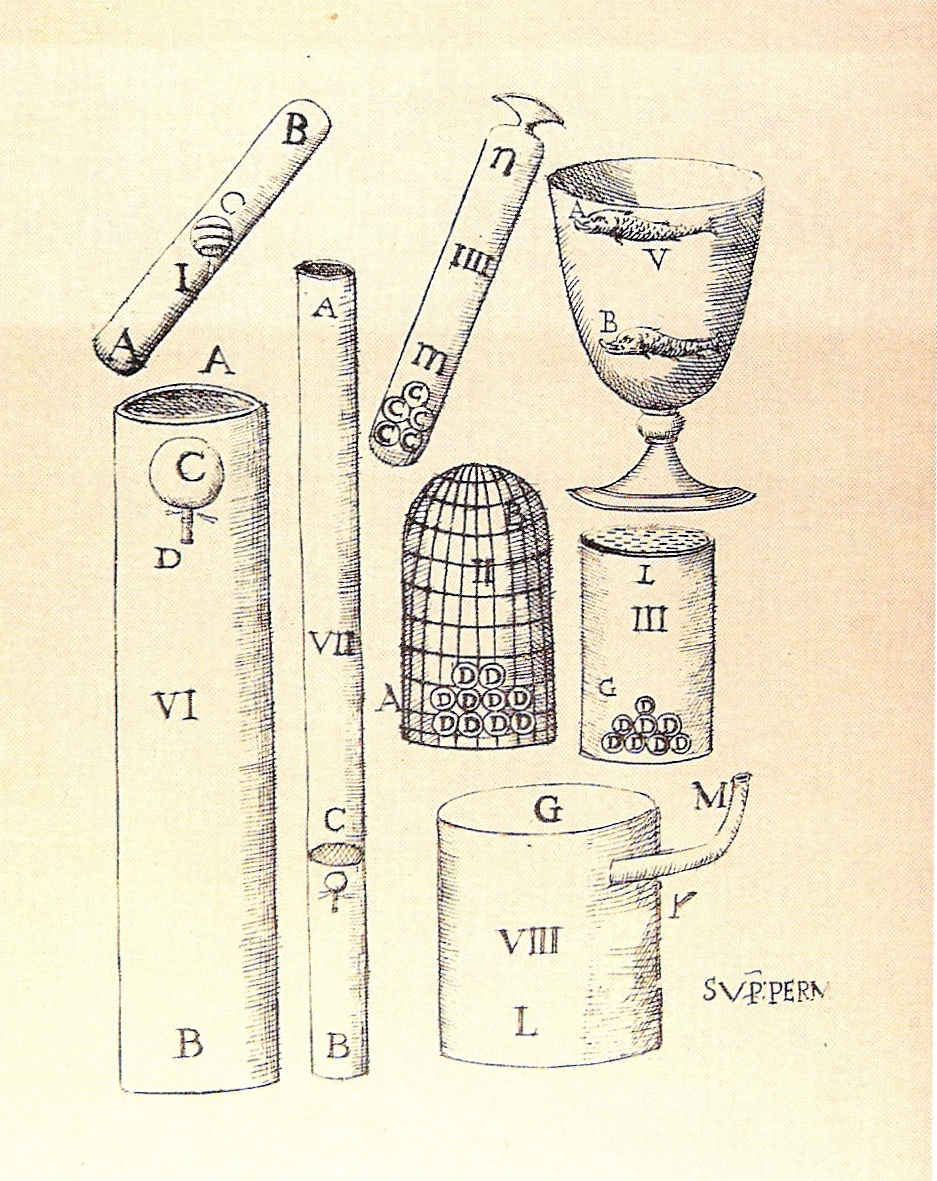
Raffaello Magiotti, 1648: Links im Gefäß schwimmt ein Taucher
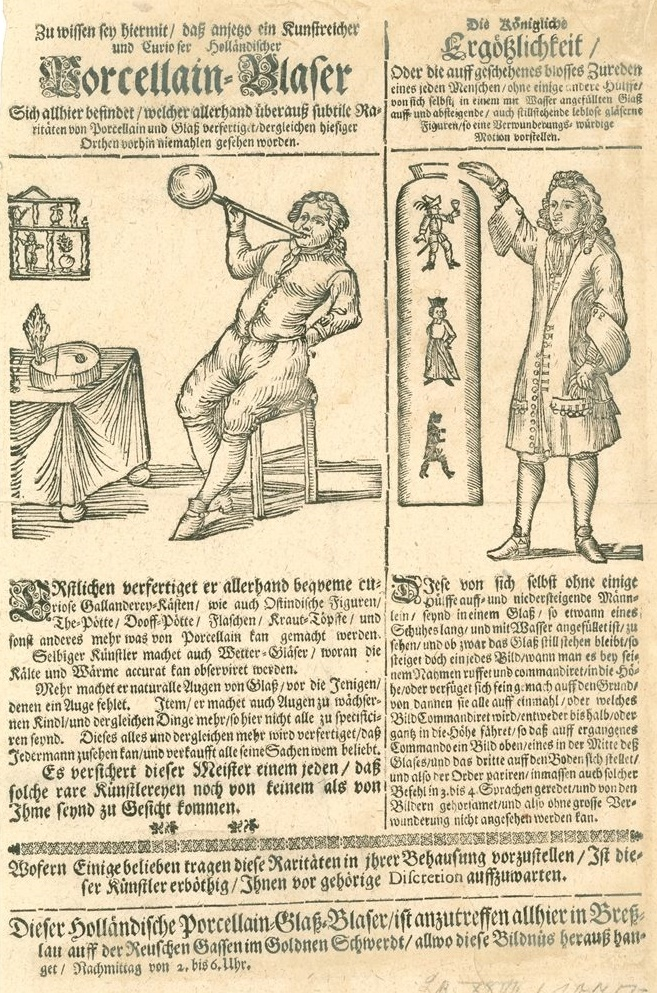
Glasbläser-Flugblatt mit einer „Ergötzlichkeit“, bei der cartesische Taucher genutzt werden, Breslau um 1670

Die Figur verfügt über einen Hohlraum, der über eine unverschlossene Öffnung nach außen führt. Dieser Hohlraum wird so weit mit Wasser gefüllt, dass der Auftrieb gerade noch ausreicht, dass er nicht untergeht, sich also gerade noch an der Wasseroberfläche hält. So wird er in eine möglichst komplett mit Wasser gefüllte Glasflasche gesetzt, welche z. B. mit einem flexiblen Gummihut verschlossen wird. Durch Drücken auf den Verschluss wird der Druck im Innern der Flasche erhöht. Alternativ eignet sich auch eine Plastikflasche, da sie als Ganzes flexibel ist. Der ausgeübte Druck überträgt sich über das Wasser auf den Taucher und das in ihm enthaltene Luftvolumen, welches damit zusammengedrückt wird. Wegen der Inkompressibilität des Wassers entspricht die Volumenänderung am Verschluss praktisch vollständig der Volumenänderung der Luft im Taucher. Je größer die Flasche ist, desto besser lässt sich der Druck übertragen.
Durch die Erhöhung des Drucks wird die im Körper eingeschlossene Luft komprimiert, ihr Volumen nimmt also ab, und damit der auf sie entfallende Auftrieb, während das Gewicht der eingeschlossenen Luft und das Gewicht der Figur gleich bleiben. Wenn zuvor der Betrag des Auftriebs den Betrag des Gewichts der Kombination Figur-Luft knapp überschreitet, kehrt sich dies nun um und der Auftrieb wird verglichen mit dem Gewicht kleiner. Daraus resultiert eine Kraft nach unten und die Figur samt Luftinhalt sinkt.
Umgekehrt nimmt durch das Loslassen am Verschluss der Druck ab und damit das Volumen der Luft wieder zu. Sie dehnt sich unter Verdrängung von etwas Wasser aus, womit das Volumen und damit der Auftrieb wieder größer werden – die Figur steigt wieder.
Mit etwas Übung lässt sich der cartesische Taucher auch in der Schwebe halten. Ein U-Boot entspricht einem cartesischen Taucher, der sich im labilen Gleichgewicht befindet.

## Spielzeug

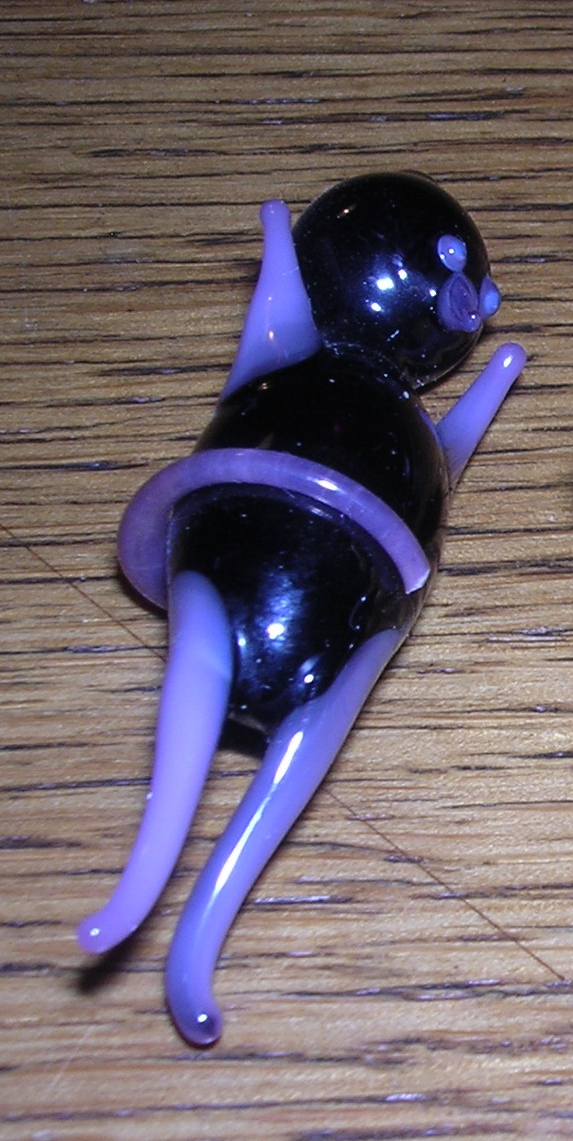
Cartesischer Taucher; gut sichtbar ist der um den Körper geringelte hohle Schwanz, durch den Wasser in und aus dem Körper des Tauchers strömt
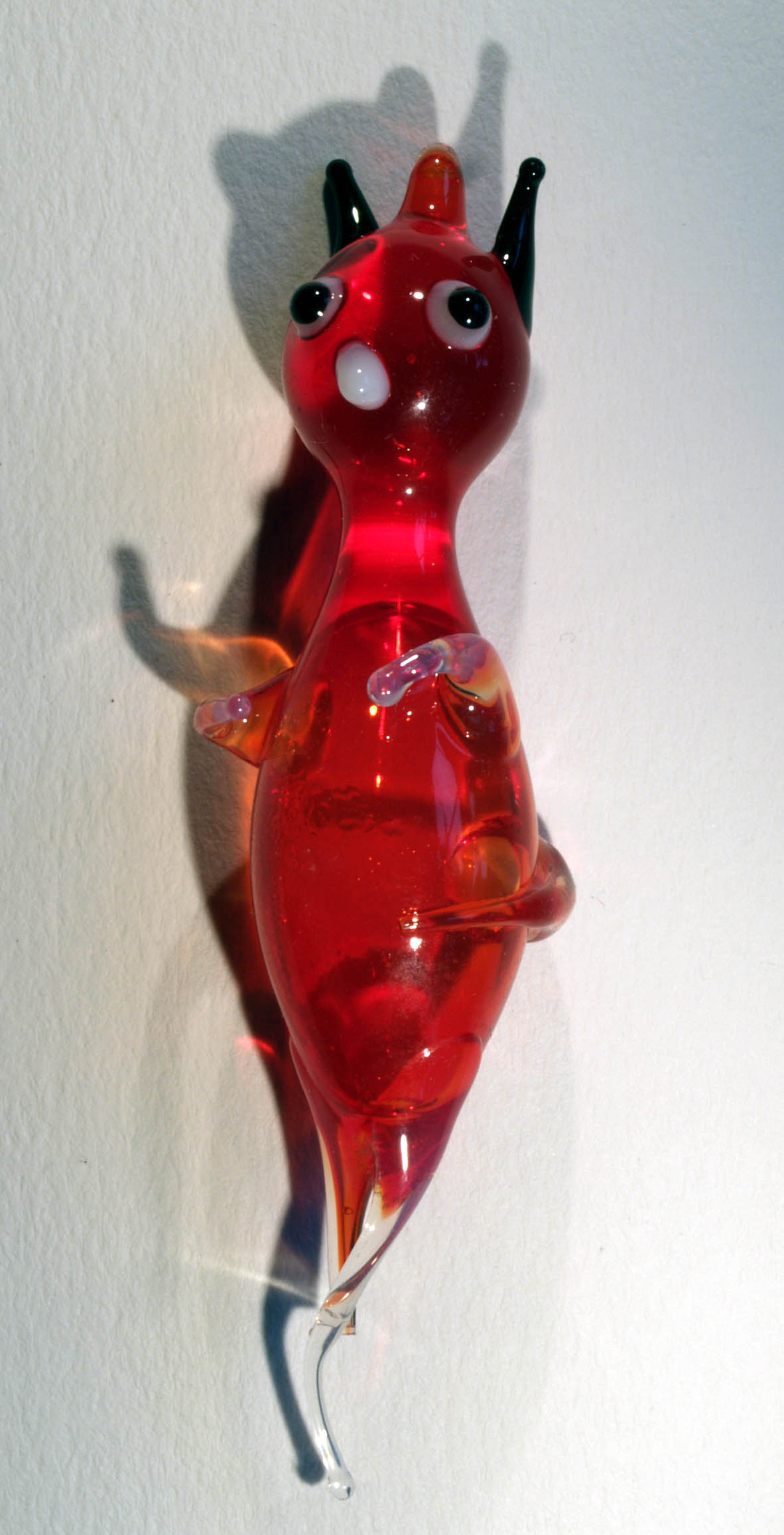
Cartesischer Taucher; Glasbläserarbeit aus Lauscha, Thüringer Wald
- Kartesianischer Taucher als „Tanzteufel“
- Cartesischer Taucher

Fertig zu kaufende cartesische Taucher bestehen aus geblasenem Glas, bei einer Länge von ca. 3 cm. Am unteren Ende befindet sich ein kleines Loch, der Taucher wird in eine mit Wasser gefüllte Plastikflasche gegeben. Verschließt man nun die Flasche, so schwimmt der Taucher oben. Drückt man auf die Flasche, so sinkt der Taucher auf den Grund. Wird die Flasche wieder drucklos gemacht, steigt der Taucher wieder auf.
Der Taucher in der Form eines Teufelchens hat noch eine Besonderheit: Die Öffnung des Tauchers ist in Form des Schwanzes seitlich aus der Figur herausgeführt und um sie herumgelegt. Bei Druck auf die Flasche sinkt der Teufel normal ab, wird der Druck weggenommen, steigt er auf und dreht sich dabei um seine eigene Achse.
Dieser Effekt beruht darauf, dass beim Ausfluss aus einer Öffnung ein Freistrahl entsteht, während das Einströmen symmetrisch von allen Seiten geschieht. Die Rückstoßwirkung des Freistrahls versetzt den Taucher beim Aufsteigen in eine Drehbewegung, während der Einströmvorgang beim Absteigen symmetrisch ist und somit keinen Drehimpuls auf den Taucher ausübt.
Ein sehr einfacher cartesischer Taucher lässt sich aus einem zum Bällchen geformten Stück Alufolie herstellen. Als Taucher eignen sich auch viele andere Gegenstände, die Luft und Flüssigkeit enthalten, wie: Tintenpatronen, Backölfläschchen oder Plastikpäckchen Ketchup oder Senf, ebenso wie Streichholzköpfe oder Stücke frischer Apfelsinenschale, solange die darin eingeschlossenen Gasbläschen noch nicht ausgeperlt sind.